# Caxias Futebol Clube
El Caxias Futebol Clube es un equipo de fútbol de Brasil que juega en el Campeonato Catarinense de Serie C, la tercera división del estado de Santa Catarina.

## Historia

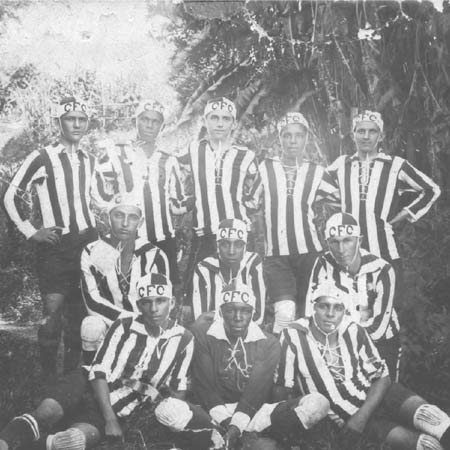
El equipo que ganó el Campeonato Catarinense de 1929

Fue fundado el 12 de octubre de 1920 en el municipio de Joinville del estado de Santa Catarina luego de la fusión de los equipos locales Vampiro y Teutonia heredando el color negro del Vampiro y el color blanco del Teutonia y el nombre del club es en homenaje a Luís Alves de Lima e Silva, conocido como Duque de Caxias y patrón del Ejército de Brasil.
Su primer partido lo jugaron ante el América de Joinville el 6 de marzo de 1921 celebrando los 70 años del municipio de Joinville y fue una victoria por 2-1, iniciando con ello una gran rivalidad entre ambos equipos. En 1929 juega por primera vez en el Campeonato Catarinense, logrando el título estatal en su primer año venciendo en la final al Lauro Müller Futebol Clube por marcador de 3-0, con lo que fue el primer equipo del interior del estado de Santa Catarina en ganar el título estatal. Los años 1940 estuvieron marcados por ser uno de los equipos protagonistas del Campeonato Catarinense, aunque eso no le alcanzó para ser campeón estatal a pesar de haber alcanzado la final en dos ocasiones.
En la década de los años 1950 el club logra ser campeón estatal en dos ocasiones más, ambas de manera consecutiva y el entonces gobernador del estado de Santa Catarina Celso Ramos declara al club de Interés Público.
En los años 1970 el club pasaba por dificultades financieras que lo llevan a fusionarse con su rival América de Joinville para crear al Joinville Esporte Clube.
Pasaron 24 años para que el club retornara a la actividad luego de ser refundado, logrando tres años después regresar al Campeonato Catarinense, y dos años después enfrentarían al Joinville Esporte Clube en la primera división estatal por primera vez, enfrentándose en la liga en varias ocasiones hasta que el Caxias Futebol Clube abandona la liga en 2012.
El club retomaría actividades en 2019 en la tercera división estatal para jugar la temporada 2020.

## Rivalidades
En sus primeros años su principal rival fue el América de Joinville, la cual fue mayor dentro del torneo municipal hasta la fusión de ambos equipos en 1976.
Desde inicios del siglo XXI la rivalidad pasó a ser con el Joinville Esporte Clube, con quien juegan el Clásico Padre e Hijo.

## Palmarés

### Estatal
- Campeonato Catarinense: 3

1929, 1954, 1955
- Campeonato Catarinense Serie B: 1

2002
- Campeonato Catarinense Serie C: 1

2010

### Municipal
- Liga Joinvilense de Fútbol: 16

1929, 1935, 1937, 1938, 1939, 1940, 1941, 1944, 1945, 1946, 1954, 1955, 1959, 1960, 1962, 1996